# Одровонж (Свентокшиське воєводство)
Одровонж (пол. Odrowąż) — село в Польщі, у гміні Стомпоркув Конецького повіту Свентокшиського воєводства.
Населення — 498 осіб (2011).
У 1975-1998 роках село належало до Келецького воєводства.

## Демографія
Демографічна структура на день 31 березня 2011 року:
|          | Загалом | Допрацездатний вік | Працездатний вік | Постпрацездатний вік |
| -------- | ------- | ------------------ | ---------------- | -------------------- |
| Чоловіки | 234     | 49                 | 163              | 22                   |
| Жінки    | 264     | 47                 | 150              | 67                   |
| Разом    | 498     | 96                 | 313              | 89                   |